# 클로에 트레스푀슈
클로에 트레스푀슈(프랑스어: Chloé Trespeuch, 1994년 4월 13일~)는 프랑스의 스노보드 선수로 주 종목은 크로스이다. 2014년 동계 올림픽에서 동메달, 2022년 동계 올림픽에서 은메달을 획득했다.

## 성적

### 올림픽
| 년도 | 대회일   | 장소        | 종목            | 결과 | 메달 |
| ---- | -------- | ----------- | --------------- | ---- | ---- |
| 2014 | 2월 16일 | 러시아 소치 | 스노보드 크로스 | 3위  |      |